# Eldfödd (film)
Eldfödd, originaltitel engelska Firestarter, är en film från 1984, baserad på Stephen Kings roman med samma namn. År 2022 kom en nyinspelning med samma namn.

## Handling
Filmens handling grundar sig i den amerikanska regeringens hemliga experiment på människans psykiska kunskaper. Dessa experiment planeras och utförs av den hemliga organisationen The Shop. En man och en kvinna medverkar i ett projekt som visar sig gå ut på att se om man kan utveckla psykiska krafter med hjälp av en injektion. De blir senare ett par och får en dotter med kraften att framkalla eld.
Mannen spelas av David Keith, kvinnan av Heather Locklear och dottern av Drew Barrymore.